# L'Homme aux semelles devant
Pour l’article ayant un titre homophone, voir L'Homme aux semelles de vent.
L'Homme aux semelles devant est une œuvre de l'artiste français Ipoustéguy rendant hommage à Arthur Rimbaud, produite en 1985 et située à Paris.

## Localisation
La sculpture est située dans le musée de la Sculpture en plein air dans le 5e arrondissement de Paris, où elle a été déplacée à l'automne 2018. Elle était située précédemment face à la bibliothèque de l'Arsenal, sur la place du Père-Teilhard-de-Chardin, dans le 4e arrondissement.

## Description
Arthur Rimbaud est ici représenté dans une horizontalité faisant référence au Bateau ivre (« Comme je descendais des fleuves impassibles »). De plus, Ipoustéguy a voulu représenter à la fois le poète et l'aventurier, et cette singularité de celui qui est parti en pleine gloire vers des contrées lointaines.
La caractéristique notable de la sculpture est qu'Arthur Rimbaud est représenté avec ses jambes en avant de son corps, d'où le nom de l'œuvre, « L'Homme aux semelles devant », parodie du surnom du poète : « l'homme aux semelles de vent ».

## Historique
Il s'agit d'une commande du président de la République de l'époque, François Mitterrand, en hommage à Rimbaud qui était surnommé « l'homme aux semelles de vent » par Verlaine. Elle s'inscrit dans une série de commandes publiques de monuments en hommage à des grands hommes, commencée en 1984 par Mitterrand, tels que l'Hommage à Georges Pompidou par Louis Derbré ou l'Hommage au capitaine Dreyfus par Tim.

## Commentaire
Selon Martine Boyer-Weinmann, la figure de Rimbaud dans cette sculpture est « un produit de synthèse entre la photo de Carjat et le Coin de table de Fantin-Latour ».

## Artiste
Ipoustéguy (1920-2006) est un artiste français.